# 全日本電線関連産業労働組合連合会
全日本電線関連産業労働組合連合会（ぜんにほんでんせんかんれんさんぎょうろうどうくみあいれんごうかい、略称：全電線（ぜんでんせん）、英語：Japan Federation of Electric Wire Workers' Unions、略称：JEWU）は、日本における電線関連産業で唯一の産業別労働組合である。日本労働組合総連合会（連合）、全日本金属産業労働組合協議会（金属労協）に加盟している。

## 概要
電線関連製造事業に携わるおよそ約3万人の労働者で組織されている。

## 加盟組合
単組は3ブロックに分かれて、加盟している。 

### Aブロック（5単組）
- 古河グループ労働組合連合会
- 住友電気工業労働組合
- フジクラ労働組合
- 昭和電線労働組合
- 三菱電線工業労働組合

### Bブロック（16単組）
- 沖電線労働組合
- 東京特殊電線労働組合
- 古河マグネットワイヤ労働組合
- 理研電線労働組合
- 日本電線工業会従業員組合
- KNDオレンジユニオン
- 信越電線労働組合
- SEOF労働組合
- 岡野電線労働組合
- 東日京三電線労働組合
- 古河電工産業電線労働組合
- 大黒電線労働組合
- 住電装プラテック労働組合
- 日本製線労働組合
- 花伊電線労働組合
- 古河テクノマテリアル労働組合

### Cブロック（18単組）
- タツタ電線労働組合
- OCC労働組合
- 住友電装労働組合
- 津田電線労働組合
- 協和電線労働組合
- アクセスケーブル労働組合
- 太陽ケーブルテック労働組合
- 行田電線労働組合
- 住友電工ウインテック労働組合
- 倉茂電工労働組合
- 菱星尼崎電線労働組合
- 西日本電線労働組合
- テイコク労働組合
- 大電労働組合
- 泰昌電線労働組合
- 古河AS労働組合
- 住友電工産業電線労働組合
- 菱星システム労働組合